# Pyrenejské třítisícovky

Topografická mapa Pyrenejí

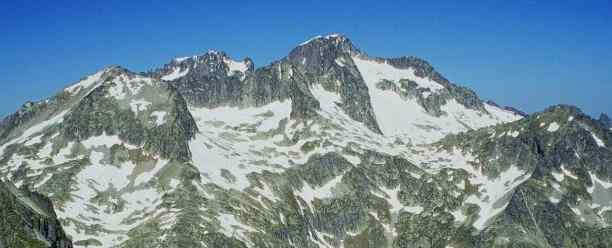
Zóna 1: Pic du Balaïtous

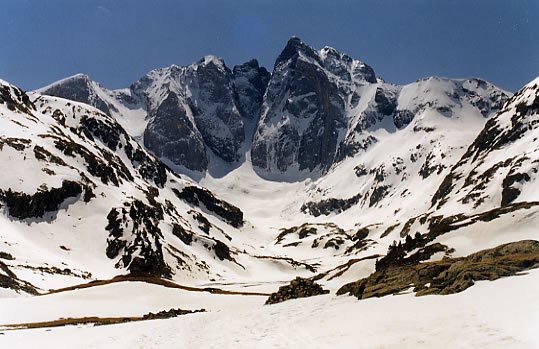
Zóna 2: Pique longue
(nejvyšší ve francouzské části Pyrenejí)

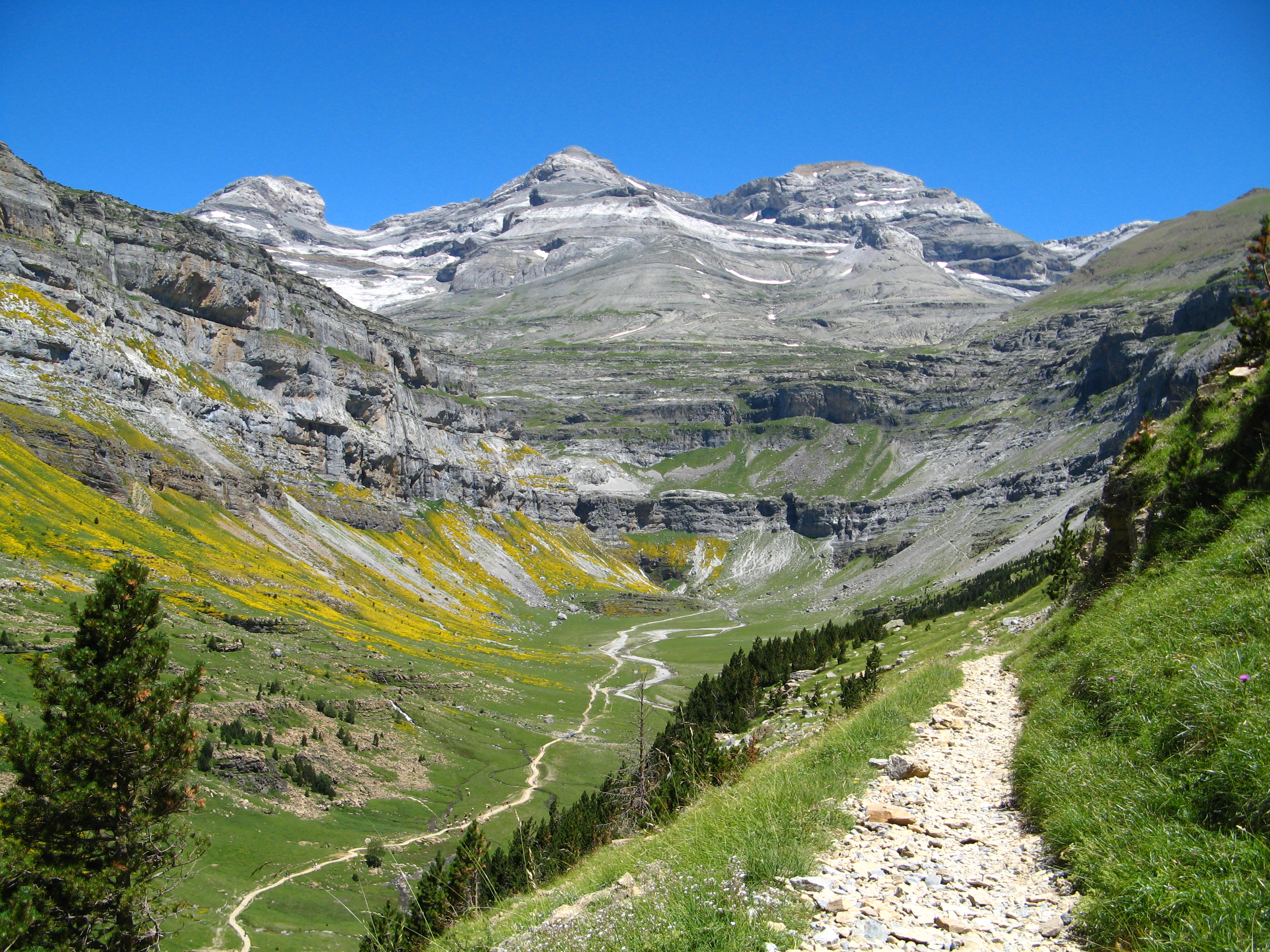
Zóna 3: Mont Perdu
(3. nejvyšší hora Pyrenejí)

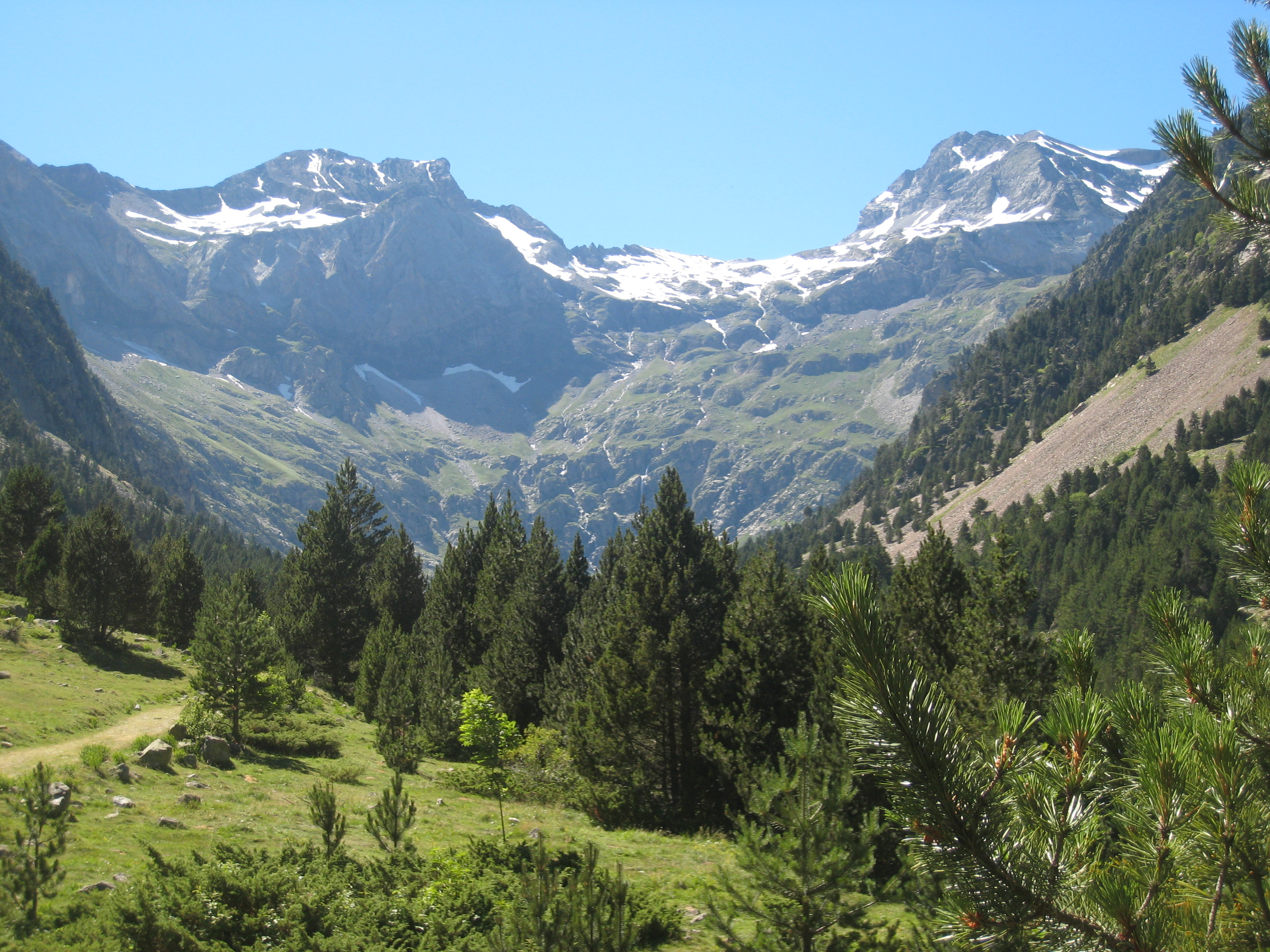
Zóna 4: Pic de la Munia

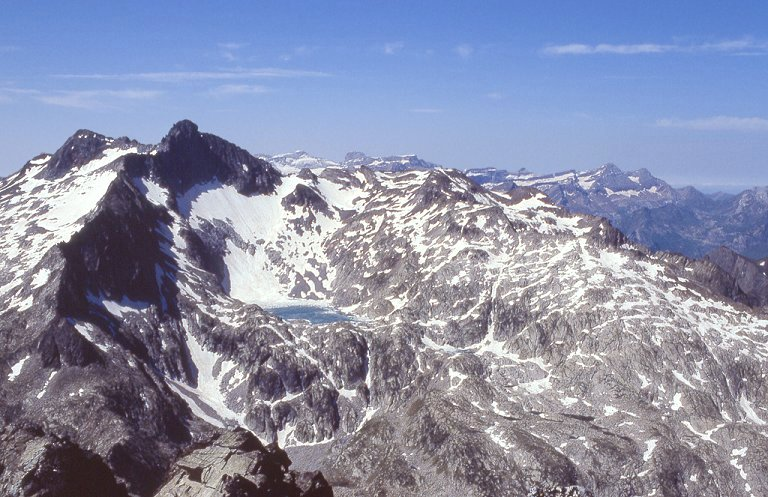
Zóna 5: Pic Long

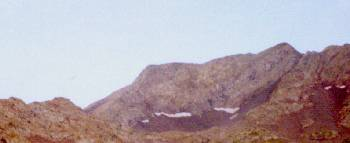
Zóna 6: Pic Schrader

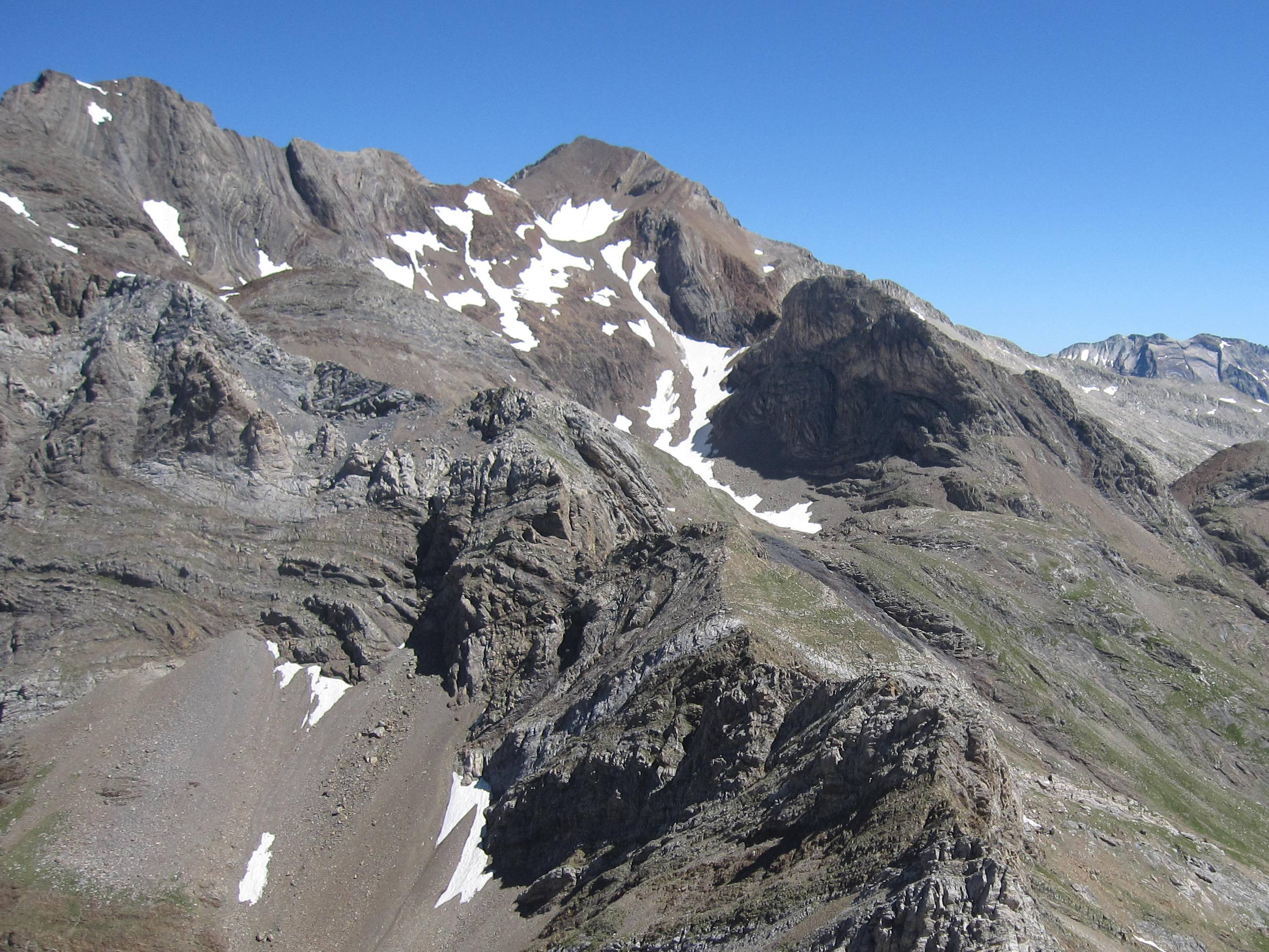
Zóna 7: Postes
(2. nejvyšší hora Pyrenejí)

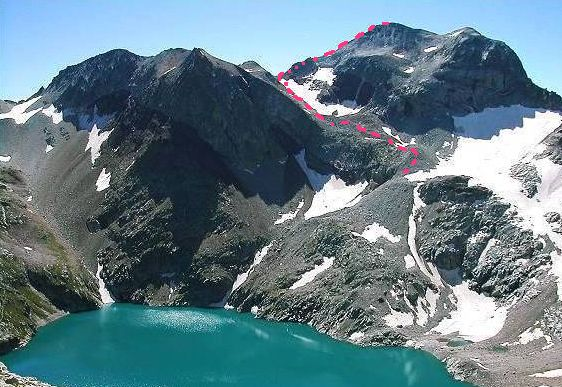
Zóna 8: Pic de Perdiguère

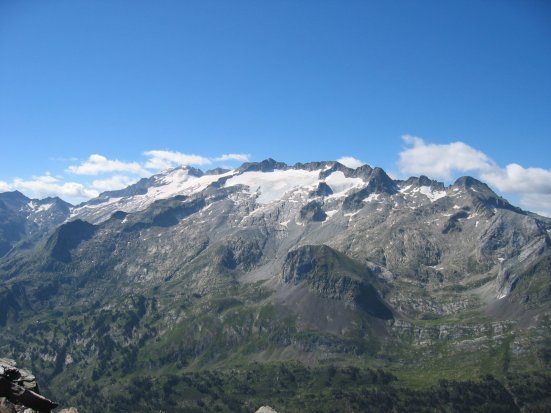
Zóna 9: Pico de Aneto
(nejvyšší hora Pyrenejí)

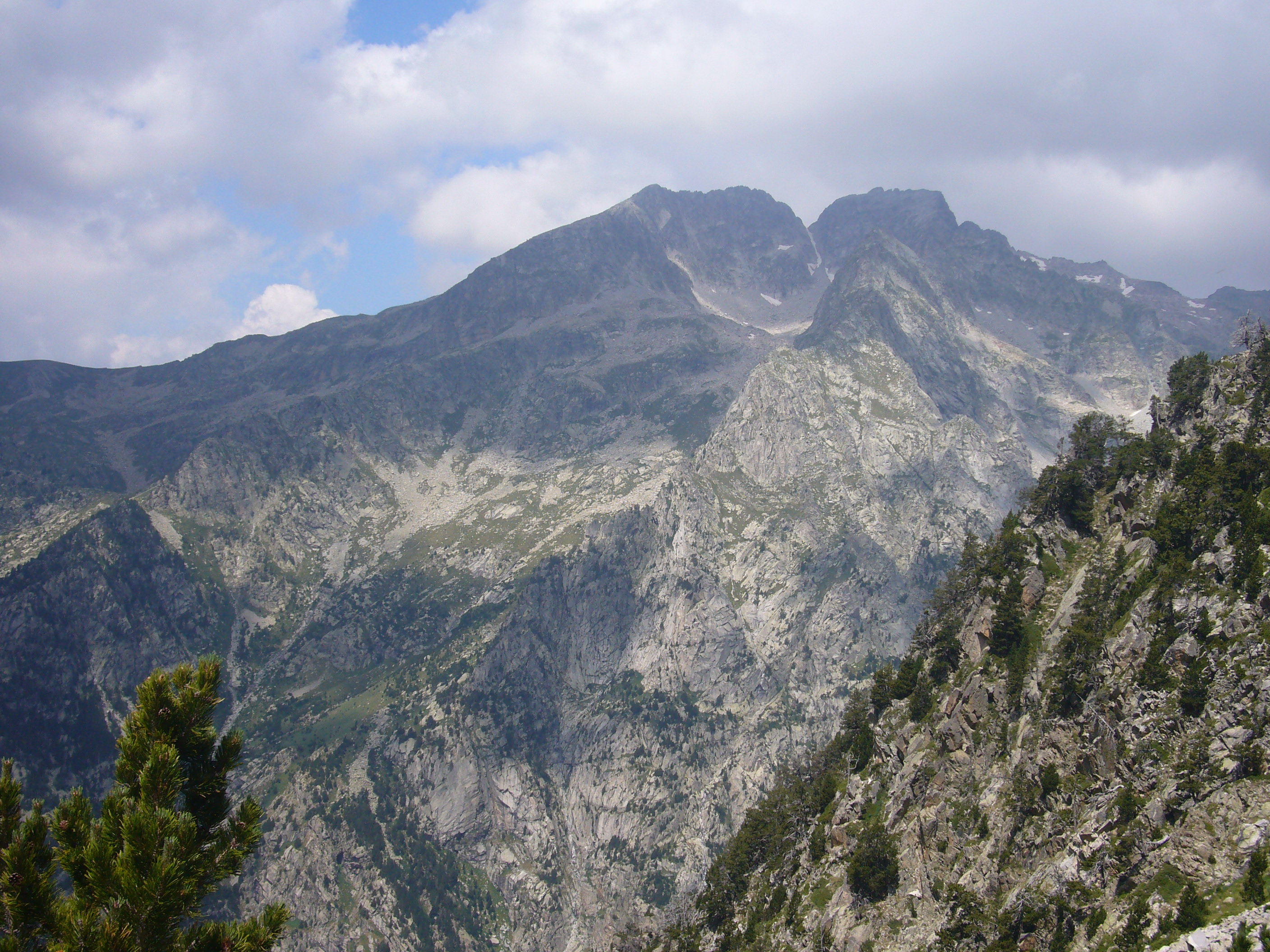
Zóna 10: Comaloforno

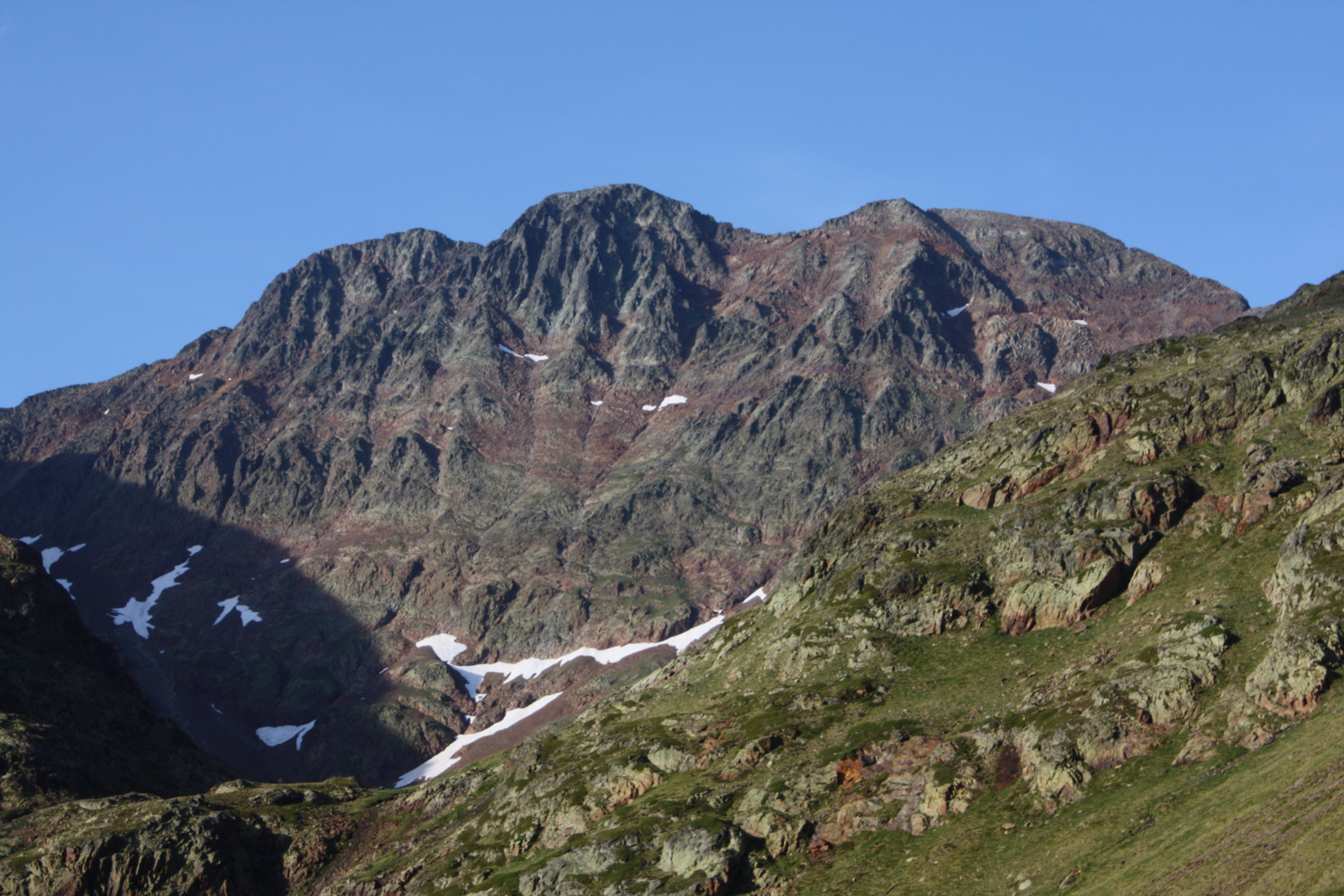
Zóna 11: Pique d'Estats

Tento seznam obsahuje všechny pyrenejské třítisícovky. Jedná se o 129 pyrenejských vrcholů s nadmořskou výškou nad 3000 m na území Španělska a Francie. Seznam byl vytvořen francouzsko-španělským týmem vedeným Juanem Buysem a sponzorovaným UIAA. Seznam publikovaný v roce 1990 dělí pohoří do 11 zón a obsahuje kromě 129 hlavních vrcholů ještě 83 vedlejších vrcholů. Zde jsou uvedeny pouze hlavní vrcholy.

## Seznam třítisícovek dle UIAA
| Vrchol                                    | Výška  | Země      | Zóna                          |
| ----------------------------------------- | ------ | --------- | ----------------------------- |
| Pic du Balaïtous                          | 3144 m | -         | 01. Balaïtous-Enfer-Argualas  |
| Infierno Central                          | 3083 m | Španělsko | 01. Balaïtous-Enfer-Argualas  |
| Infierno Oriental                         | 3076 m | Španělsko | 01. Balaïtous-Enfer-Argualas  |
| Infierno Occidental                       | 3073 m | Španělsko | 01. Balaïtous-Enfer-Argualas  |
| Frondella                                 | 3071 m | Španělsko | 01. Balaïtous-Enfer-Argualas  |
| Garmo Negro                               | 3051 m | Španělsko | 01. Balaïtous-Enfer-Argualas  |
| Argualas                                  | 3046 m | Španělsko | 01. Balaïtous-Enfer-Argualas  |
| Algas                                     | 3036 m | Španělsko | 01. Balaïtous-Enfer-Argualas  |
| Arnales                                   | 3006 m | Španělsko | 01. Balaïtous-Enfer-Argualas  |
| Gran Facha                                | 3005 m | -         | 01. Balaïtous-Enfer-Argualas  |
| Frondella Sud Ouest                       | 3001 m | Španělsko | 01. Balaïtous-Enfer-Argualas  |
| Pique longue                              | 3298 m | -         | 02. Vignemale                 |
| Clot de la Hount                          | 3289 m | -         | 02. Vignemale                 |
| Pic de Cerbillona                         | 3247 m | -         | 02. Vignemale                 |
| Pic central                               | 3235 m | -         | 02. Vignemale                 |
| Pic de Montferrat                         | 3219 m | -         | 02. Vignemale                 |
| Pointe Chausenque                         | 3204 m | ‌          | 02. Vignemale                 |
| Piton Carré                               | 3197 m | ‌          | 02. Vignemale                 |
| Grand Pic de Tapou                        | 3150 m | -         | 02. Vignemale                 |
| Pic du Milieu                             | 3130 m | -         | 02. Vignemale                 |
| Petit Vignemale                           | 3032 m | ‌          | 02. Vignemale                 |
| Monte Perdido                             | 3355 m | Španělsko | 03. Mont-Perdu                |
| Cylindre du Marboré                       | 3328 m | Španělsko | 03. Mont-Perdu                |
| Soum de Ramond                            | 3254 m | Španělsko | 03. Mont-Perdu                |
| Pic du Marboré                            | 3248 m | -         | 03. Mont-Perdu                |
| Pic de la cascade oriental                | 3161 m | -         | 03. Mont-Perdu                |
| Pic du Taillon                            | 3144 m | -         | 03. Mont-Perdu                |
| Pic Brulle či Pic de la cascade central   | 3106 m | -         | 03. Mont-Perdu                |
| Pic de la cascade occidental              | 3095 m | -         | 03. Mont-Perdu                |
| Épaule du Marboré                         | 3073 m | -         | 03. Mont-Perdu                |
| Astazou Oriental či Grand Astazou         | 3071 m | -         | 03. Mont-Perdu                |
| Baudrimont nord ouest                     | 3045 m | Španělsko | 03. Mont-Perdu                |
| Gabietou occidental                       | 3034 m | Španělsko | 03. Mont-Perdu                |
| Gabietou oriental                         | 3031 m | -         | 03. Mont-Perdu                |
| Baudrimont sud est                        | 3026 m | Španělsko | 03. Mont-Perdu                |
| Astazou occidental či Petit Astazou       | 3012 m | -         | 03. Mont-Perdu                |
| Tour du Marboré                           | 3009 m | -         | 03. Mont-Perdu                |
| Casque du Marboré                         | 3006 m | -         | 03. Mont-Perdu                |
| Punta de las Olas                         | 3002 m | Španělsko | 03. Mont-Perdu                |
| Pic de la Munia                           | 3133 m | -         | 04. La Munia                  |
| Pic de Serre Mourène                      | 3090 m | -         | 04. La Munia                  |
| Pic de Troumouse                          | 3085 m | -         | 04. La Munia                  |
| Pic Heid                                  | 3022 m | ‌          | 04. La Munia                  |
| Robiñera                                  | 3003 m | Španělsko | 04. La Munia                  |
| Pic Long                                  | 3192 m | ‌          | 05. Néouvielle-Pic Long       |
| Pic de Campbieil                          | 3173 m | ‌          | 05. Néouvielle-Pic Long       |
| Pic de Badet                              | 3160 m | ‌          | 05. Néouvielle-Pic Long       |
| Pic de Néouvielle                         | 3091 m | ‌          | 05. Néouvielle-Pic Long       |
| Pic Maou                                  | 3074 m | ‌          | 05. Néouvielle-Pic Long       |
| Pic Maubic                                | 3058 m | ‌          | 05. Néouvielle-Pic Long       |
| Pic des Trois conseillers                 | 3039 m | ‌          | 05. Néouvielle-Pic Long       |
| Turon de Néouvielle                       | 3035 m | ‌          | 05. Néouvielle-Pic Long       |
| Pic de Bugarret                           | 3031 m | ‌          | 05. Néouvielle-Pic Long       |
| Pic de Crabounouse                        | 3021 m | ‌          | 05. Néouvielle-Pic Long       |
| Dent d'Estibère male                      | 3017 m | ‌          | 05. Néouvielle-Pic Long       |
| Pic Ramougn                               | 3011 m | ‌          | 05. Néouvielle-Pic Long       |
| Pic d'Estaragne                           | 3006 m | ‌          | 05. Néouvielle-Pic Long       |
| Pic Schrader či Grand Batchimale          | 3177 m | -         | 06. Batoua-Batchimale         |
| Punta del sabre                           | 3136 m | Španělsko | 06. Batoua-Batchimale         |
| Pointe Ledormeur                          | 3120 m | -         | 06. Batoua-Batchimale         |
| Pic Marcos Feliu                          | 3067 m | -         | 06. Batoua-Batchimale         |
| Pic de Batoua                             | 3034 m | -         | 06. Batoua-Batchimale         |
| Pic de l'Abeille                          | 3029 m | -         | 06. Batoua-Batchimale         |
| Pic de la Pez                             | 3024 m | Španělsko | 06. Batoua-Batchimale         |
| Pic de Lustou                             | 3023 m | ‌          | 06. Batoua-Batchimale         |
| Pic du Port de la Pez                     | 3018 m | -         | 06. Batoua-Batchimale         |
| Pico Posets                               | 3375 m | Španělsko | 07. Posets-Eristé             |
| Espadas                                   | 3332 m | Španělsko | 07. Posets-Eristé             |
| Pic des jumeaux Ravier                    | 3160 m | Španělsko | 07. Posets-Eristé             |
| Pic des Vétérans                          | 3125 m | Španělsko | 07. Posets-Eristé             |
| Pic des Pavots                            | 3121 m | Španělsko | 07. Posets-Eristé             |
| Dent de Llardana                          | 3085 m | Španělsko | 07. Posets-Eristé             |
| Pico de Bardamina                         | 3079 m | Španělsko | 07. Posets-Eristé             |
| Pic de la Paul                            | 3078 m | Španělsko | 07. Posets-Eristé             |
| Grand pic d'Eristé                        | 3053 m | Španělsko | 07. Posets-Eristé             |
| Pic d'Eristé sud či Petit pic d'Eristé    | 3045 m | Španělsko | 07. Posets-Eristé             |
| Pic Béraldi či Pic d'Eristé sud           | 3025 m | Španělsko | 07. Posets-Eristé             |
| Pic Forqueta či Pic des Tourets           | 3007 m | Španělsko | 07. Posets-Eristé             |
| Pic de Perdiguère                         | 3222 m | -         | 08. Clarabide-Perdiguero-Boum |
| Pointe de Literole                        | 3132 m | -         | 08. Clarabide-Perdiguero-Boum |
| Pic des Gourgs Blancs                     | 3129 m | -         | 08. Clarabide-Perdiguero-Boum |
| Pic de Royo                               | 3121 m | -         | 08. Clarabide-Perdiguero-Boum |
| Pic des Crabioules či Crabioules oriental | 3116 m | -         | 08. Clarabide-Perdiguero-Boum |
| Cap du Seil de la Baque                   | 3110 m | -         | 08. Clarabide-Perdiguero-Boum |
| Pic de Maupas                             | 3109 m | -         | 08. Clarabide-Perdiguero-Boum |
| Pic Lézat                                 | 3107 m | ‌          | 08. Clarabide-Perdiguero-Boum |
| Crabioules occidental                     | 3106 m | -         | 08. Clarabide-Perdiguero-Boum |
| Pic Jean Arlaud                           | 3065 m | -         | 08. Clarabide-Perdiguero-Boum |
| Pic des Spijeoles                         | 3065 m | ‌          | 08. Clarabide-Perdiguero-Boum |
| Grand Quayrat či Pic Quayrat              | 3060 m | ‌          | 08. Clarabide-Perdiguero-Boum |
| Pic du Portillon d'Oô                     | 3050 m | -         | 08. Clarabide-Perdiguero-Boum |
| Pic Camboue                               | 3043 m | ‌          | 08. Clarabide-Perdiguero-Boum |
| Pic Gourdon                               | 3034 m | ‌          | 08. Clarabide-Perdiguero-Boum |
| Pic de Clarabide                          | 3020 m | -         | 08. Clarabide-Perdiguero-Boum |
| Pic de Gias                               | 3011 m | Španělsko | 08. Clarabide-Perdiguero-Boum |
| Pic Belloc                                | 3008 m | ‌          | 08. Clarabide-Perdiguero-Boum |
| Pic de Boum                               | 3006 m | -         | 08. Clarabide-Perdiguero-Boum |
| Pic de Saint Saud                         | 3003 m | ‌          | 08. Clarabide-Perdiguero-Boum |
| Pico de Aneto                             | 3404 m | Španělsko | 09. Maladeta-Aneto            |
| Pointe d’Astorg                           | 3355 m | Španělsko | 09. Maladeta-Aneto            |
| Pico Maldito                              | 3350 m | Španělsko | 09. Maladeta-Aneto            |
| Épaule de l’Aneto                         | 3350 m | Španělsko | 09. Maladeta-Aneto            |
| Pico del Medio                            | 3346 m | Španělsko | 09. Maladeta-Aneto            |
| La Maladeta                               | 3308 m | Španělsko | 09. Maladeta-Aneto            |
| Pico de Coronas                           | 3293 m | Španělsko | 09. Maladeta-Aneto            |
| Pic des Tempêtes                          | 3290 m | Španělsko | 09. Maladeta-Aneto            |
| Premier pic occidental Maladeta           | 3254 m | Španělsko | 09. Maladeta-Aneto            |
| Pic margalida                             | 3241 m | Španělsko | 09. Maladeta-Aneto            |
| Deuxième pic occidental Maladeta          | 3220 m | Španělsko | 09. Maladeta-Aneto            |
| Pic Russell                               | 3205 m | Španělsko | 09. Maladeta-Aneto            |
| Troisième pic occidental Maladeta         | 3185 m | Španělsko | 09. Maladeta-Aneto            |
| Pic le Bondidier                          | 3185 m | Španělsko | 09. Maladeta-Aneto            |
| Diente de Alba                            | 3136 m | Španělsko | 09. Maladeta-Aneto            |
| Pico de Alba                              | 3118 m | Španělsko | 09. Maladeta-Aneto            |
| Pic de Vallibierna                        | 3067 m | Španělsko | 09. Maladeta-Aneto            |
| Tuca de Culebras                          | 3062 m | Španělsko | 09. Maladeta-Aneto            |
| Pic Aragüells                             | 3037 m | Španělsko | 09. Maladeta-Aneto            |
| Tuc de Mulleres                           | 3010 m | Španělsko | 09. Maladeta-Aneto            |
| Comaloforno                               | 3033 m | Španělsko | 10. Besiberris                |
| Besiberri Sud                             | 3030 m | Španělsko | 10. Besiberris                |
| Besiberri Nord                            | 3014 m | Španělsko | 10. Besiberris                |
| Punta alta                                | 3014 m | Španělsko | 10. Besiberris                |
| Besiberri Del Mig sud                     | 3003 m | Španělsko | 10. Besiberris                |
| Besiberri Del Mig nord                    | 3002 m | Španělsko | 10. Besiberris                |
| Pointe Célestin Passet                    | 3002 m | Španělsko | 10. Besiberris                |
| Pique d'Estats                            | 3143 m | -         | 11. Estats-Montcalm           |
| Pic Verdaguer                             | 3131 m | -         | 11. Estats-Montcalm           |
| Pic de Montcalm                           | 3077 m | ‌          | 11. Estats-Montcalm           |
| Pic du port de Sullo                      | 3072 m | -         | 11. Estats-Montcalm           |